# Idrettsforeningen Ørnulf
Idrettsforeningen Ørnulf, (tidligere Idrætsforeningen Ørnulf) blev stiftet 23. juni 1893 af 14 drenge på Grünerløkka i Oslo. I starten dominerede atletik foreningens aktiviteter, men fik også skydning og brydning på programmet. Klubben har også grupper for fodbold og floorball.
IF Ørnulf startede med amatørbrydning i 1909, og regnes som en pionerklub indenfor norsk brydehistorie. Brydegruppen blev i starten ledet af cirkusdirektør Karl Norbeck.

## Historie
Klubben blev grundlagt i 1893, og var en af grundlæggerne af Norges bryderforbund. Det havde tidligere afdelinger indenfor atletik og amatør-brydning.

## Atletik
Klubben dominerede norsk atletik og vandt 9 kongepokaler tidligt i det 20. århundrede. Atletiklegenden Helge Løvland repræsenterede IF Ørnulf.

## Sports-succes
Velkendte boksere for klubben inkluderer Hjalmar Nygaard (Sommer-OL 1920), Edgar Christensen (Sommer-OL 1924), Arthur Olsen (Sommer-Ol 1928), Asbjørn Berg-Hansen (Sommer-OL 1936), Simen Auseth (Sommer-OL 1984) og Thomas Hansvoll (senere professionel).
Velkendte brydere omfatter Karl Norbeck, Kjell Steen-Nilsen og Thorvald Olsen (Sommer-OL 1912), Alfred Gundersen (Sommer-Ol 1912), Ansgar Løvold (Sommer-OL 1912), Thorbjørn Frydenlund (Sommer-OL 1912), Richard Frydenlund (Sommer-OL 1912 og 1920), Bjørn Cook (Sommer-OL 1948), Egil Solsvik (Sommer-Ol 1948), Bjørn Larsson (Sommer-OL 1952).
Velkendte atleter inkluderer Per Oscar Andersen, Carl Albert Andersen (Sommer-OL 1900 i atletik), Oscar Guttormsen (Sommer-OL 1906 og 1908), Carl Alfred Pedersen (Sommer-OL 1906 i atletik), Fritz Skullerud (Sommer-OL 1906), Halfdan Bjølgerud (Sommer-Ol 1906), Rolf Stenersen (Sommer-OL 1920), Helge Løvland (Olympisk mester under Sommer-OL 1920), Hans Gundhus (Sommer-OL 1924), John Johansen (Sommer-OL 1908, men ikke for Ørnulf) og Bjarne Guldager (Sommer-OL 1920, men ikke for Ørnulf).

## Boksning
I efteråret 1908 blev boksning taget op i foreningen efter at medlemmerne Conrad Christensen og Grønberg havde været i Amerika og lært sporten. Ved det første Norgemesterskab i boksning i 1909 vandt foreningen to guldmedaljer med Conrad Christensen i vægtklassen fjervægt og Johan Johansen i vægtklassen mellemvægt A.
I NM 1912 og i NM 1914 vandt de to nye guldmedaljer. I 1915 ansatte foreningen to udenlandske trænere, først dansk-amerikaneren John Hindsberg og derefter den danske eks-verdensmester Waldemar Holberg. Resultatet blev 4 guldmedaljer i
NM 1915 som blev arrangeret af Sportsklubben Brage i Trondheim.
Conrad Christensen søn, amerikansfødte Edgar Norman, blev Europamester i vægtklassen mellemvægt i 1927, og norsk mester i NM 1924, 1925, 1926 og i 1927. Han repræsenterede IF Ørnulf, før han kom med i en gruppe som brød ud og dannede Bokseklubben Pugilist i Oslo.
Foreningens bedste bokser var fluevægteren Asbjørn Berg-Hansen, som vandt 8 NM-guldmedaljer i vægtklasserne flue- og bantamvægt.
Kendte boksere fra IF Ørnulf i nyere tid er Simen Auseth, Thomas Hansvoll og Frode Steinsvik.
Thomas Hansvoll vandt for øvrigt sin første guldmedalje i NM ved IF Ørnulf's 100års jubilæumsstævne på Høyenhall i 1993.